# Harald Karas
Harald Karas (oft auch: Harald Karras geschrieben) (* 9. April 1927 in Ottendorf bei Sebnitz, Sachsen; † 3. Dezember 2015 in Berlin) war ein deutscher Journalist, Nachrichtensprecher sowie Rundfunk- und Fernsehmoderator.

## Leben
Karas wuchs in Schwepnitz bei Königsbrück auf und besuchte ab 1937 die Lessingschule in Kamenz. 1949 kam er nach Berlin und studierte an der FU Berlin die Fächer Publizistik und Soziologie. Seine journalistische Tätigkeit nahm er 1952 beim Nordwestdeutschen Rundfunk (NWDR) in West-Berlin auf. Er gehörte zudem zu den ersten Rundfunkreportern (Rund um die Berolina) und Fernsehnachrichtensprechern des Senders Freies Berlin (SFB). Karas war darüber hinaus seit dem 1. September 1958 der erste Moderator der Berliner Abendschau und wurde 1960 auch Leiter dieser vorabendlichen regionalen Nachrichtensendung. Er blieb dies bis 1984 und moderierte anschließend noch einige Jahre weitere SFB-Formate, darunter die Stadtgespräche, bevor er 1991 in den Ruhestand wechselte.
Harald Karas lebte im Berliner Bezirk Charlottenburg-Wilmersdorf.

## Ehrungen
- 1972: Verdienstkreuz am Bande der Bundesrepublik Deutschland

## Veröffentlichungen
- mit Marita Held (Redaktion) und Jeremy J.P. Fekete (Bearbeitung): John F. Kennedy in Berlin: 26. Juni 1963. RBB, Berlin / Potsdam 2003, OCLC 859551938 (Filmbericht, Video, 126 Minuten, überwiegend s/w).